# Баклага
Бакла́га (от тат. баклак — «сосуд для воды») — небольшой деревянный, керамический или металлический (жестяной) плоский дорожный сосуд с узким коротким горлом и ушками на тулове для продевания ремня, похожий на флягу, для переноски и хранения жидкостей..
Плоская цилиндрическая или дисковидная форма делает баклагу удобной для ношения на поясе. Иногда керамические баклаги имеют низкие конические ножки и украшаются росписью цветными глазурями или рельефными кругами, а металлические баклаги — гравированными или чеканными узорами. В ряде губерний России баклагой называли деревянный цилиндрический сосуд, в котором на праздники разносили сбитень или квас.